# Metriocnemus yaquina
Metriocnemus yaquina är en tvåvingeart som beskrevs av Peter Scott Cranston och Judd 1987. Metriocnemus yaquina ingår i släktet Metriocnemus och familjen fjädermyggor.
Artens utbredningsområde är Oregon. Inga underarter finns listade i Catalogue of Life.